# Hrvatska stranka
 Ovo je glavno značenje pojma Hrvatska stranka. Za druga značenja pogledajte Hrvatska stranka (razdvojba).
Hrvatska stranka je naziv za desno orijentiranu hrvatsku nacionalnu političku stranku koja je početkom 1990-ih djelovala u Hrvatskoj. Osnovana je 1990. godine i na prvim višestranačkim parlamentarnim izborima sudjelovala je u tzv. Hrvatskom demokratskom bloku, okupljenu oko Tuđmanova HDZ-a. Stranci je najveći pečat dao njezin živopisni vođa Hrvoje Šošić, kojega je Tuđman 1993. godine imenovao zastupnikom Županijskog doma Sabora RH.
Osnovana je 14. veljače 1990., a nadnevka 22. veljače 1998., članovi Hrvatske stranke prešli su u HDZ na 4. općem saboru HDZ-a),
Nadnevka 16. veljače 1990. republički sekretar za pravosuđe i upravu Ivan Fumić potpisao je Rješenje kojim se odobrava upis Hrvatske stranke u registar društvenih organizacija Socijalističke Republike Hrvatske, rješenje je nosilo klasifikacijsku oznaku UP/I-007-02/90-01/19, te urudžbeni broj 514-04-02/4-90-2. Upisana je u knjigu III. pod registarskim brojem 242. Prvi stranački statut donesen je na Osnivačkoj skupštini 16. veljače 1990.

## Temeljne zasade
Rješenjem su utvrđeni ciljevi i zadatci koje je Hrvatska stranka registrirala. Etička, ekonomska, socijalna i politička preobrazba Hrvatske na uljudbenim zasadama katoličanstva.